# Граццини, Антон Франческо
Антон Франческо Грацци́ни (Антонфранческо, Антонио Граццини); псевдоним иль Ла́ска (итал. il Lasca — «голавль») (22 марта 1503, Флоренция или Стаджа — 18 февраля 1584, Флоренция) — итальянский поэт и новеллист XVI века.

## Биография
Родился в семье фармацевтов. Место рождения точно не известно (либо Флоренция, либо Стаджа в коммуне Поджибонси); сам он пишет о себе: Io sono a Staggia, ch'è la patria mia, e de' miei primi l'antica magione… («Я — сын Стаджи, это моя родина…»). Совмещал литературные занятия с семейным ремеслом. Не получил регулярного образования. Принимал активное участие в литературных дебатах, выступал против подражания древним и увлечения латынью и греческим, в защиту тосканской разговорной речи.
В 1540 году вместе с Джованни Маццуоли основал Accademia degli Umidi («Академию мокрых»), печатался под академическим псевдонимом Ласка. В 1547 был исключён из Академии (к тому времени преобразованной по указанию герцога Козимо Медичи в Aссademia Fiorentina («Флорентийскую академию»). В ответ написал «Жалобу Академии мокрых», за которую чуть было не попал в тюрьму. Вновь принят в Академию в 1566; в 1582 по собственной воле вышел из неё, чтобы принять участие в создании Академии делла Круска (совместно с Леонардо Сальвиати и другими литераторами). При этом Граццини сохранил своё академическое имя, указав, что «голавлей обваливают в муке» (итал. crusca — букв. «о́труби»).
Проведя всю свою жизнь в литературных занятиях, Граццини умер во Флоренции и похоронен в семейной гробнице в церкви Сан-Пьетро-Маджоре (снесена в 1784 году).

## Творчество
Граццини был приверженцем флорентийской литературной традиции, в поэзии культивировал традиционные жанры; в то же время на базе мадригала создал производные формы — «мадригалесса» и «мадригалоне». Автор обширного собрания стихотворений (в том числе бурлескных сочинений в духе Берни «К преобразователям тосканского наречия» и «Во хвалу обновлённого Боккаччо») и незавершённой комической поэмы «Война чудовищ» (La Guerra dei mostri). В ряде бурлескных стихов Граццини обнаруживает свою приверженность гомосексуализму.

### «Вечерние трапезы»
Наиболее известное сочинение Граццини — новеллистическая книга «Вечерние трапезы» (другой вариант перевода — «Вечерние беседы», Le Cene, первая часть издана в 1756 году, вторая — в 1743). В конструктивном отношении книга связана с традицией «Декамерона» Боккаччо: пятеро юношей и четверо дам собираются в доме прекрасной вдовы по четвергам и рассказывают перед ужином новеллы. Из задуманных 30 новелл до нас дошли 22 (две первые «трапезы» и две новеллы из третьей). Новеллы, сюжеты которых основаны на разнообразных розыгрышах, сочетают комические и трагические мотивы. Переведены на русский язык Павлом Муратовым и Ниной Петровской.

### Драматургия
Граццини является также автором семи комедий: «Ревность» (1550), «Одержимая» (1560), «Ведьма», «Сибилла», «Ханжа», «Арцигоголо», «Родственные связи» (все изданы в 1582) и фарса «Монах» (поставлен в 1540). Выступал за чисто развлекательную комедию, против навязывания жанру дидактических функций. Незаконченный перевод «Арцигоголо» принадлежит А. Н. Островскому.